# Aramberri
Aramberri is een plaats in de Mexicaanse staat Nuevo León. De plaats heeft 2282 inwoners (census 2005) en is de hoofdplaats van de gemeente Aramberri.
Aramberri is onder cactusliefhebers bekend om de hoge diversiteit en de grote aantal endemische cactussoorten. In 2002 haalde Aramberri het nieuws toen de vondst uit 1985 van het "monster van Aramberri", een reusachtige plesiosauriër, specimen UANL-FCT-R2, wellicht een liopleurodon, bekend werd gemaakt.